# Région de bien-être de Carélie du Sud
La région de bien-être de Carélie du Sud (en finnois : Etelä-Karjalan hyvinvointialue) est un organisme public indépendant des municipalités et de l'État chargé des services sociaux, de santé et de secours en Carélie du Sud.
C'est l'une des 23 régions de bien-être de Finlande.

## Municipalités
La région compte 9 municipalités, dont 2 villes.
- Imatra
- Lappeenranta
- Lemi
- Luumäki
- Parikkala
- Rautjärvi
- Ruokolahti
- Savitaipale
- Taipalsaari

## Services
La responsabilité légale de l'organisation des services sociaux et de santé et de secours passera des municipalités à la région de bien-être de Carélie du Sud à partir du 1er janvier 2023.

### Soins de santé
Les municipalités font partie du district hospitalier de Carélie du Sud.
La région est servie par l'hôpital central de Carélie du Sud et par l'hôpital d'Honkaharju.

### Opérations de secours
En termes d'opérations de secours d'urgence, les municipalités de la région de bien-être de Carélie du Sud dépendent du service de secours de Carélie du Sud.

## Politique et administration
Les élections régionales finlandaises de 2022 ont eu lieu le 23 janvier 2022 afin de désigner pour la première fois les 59 conseillers régionaux élus pour 3 ans pour administrer la région de services du bien-être de Carélie du Sud.
La répartition des voix et des sièges sont les suivantes :
| Parti    | Parti                           | Voix   | %    | Sièges |
| -------- | ------------------------------- | ------ | ---- | ------ |
|          | Parti social-démocrate          | 12 245 | 25,1 | 16     |
|          | Vrais Finlandais                | 5 185  | 10,6 | 6      |
|          | Parti de la coalition nationale | 11 481 | 23,5 | 15     |
|          | Parti du centre                 | 10 666 | 21,9 | 13     |
|          | Ligue verte                     | 4 188  | 8,6  | 5      |
|          | Alliance de gauche              | 1 198  | 2,5  | 1      |
|          | Chrétiens-démocrates            | 1 414  | 2,9  | 1      |
|          | Mouvement maintenant            | 1 205  | 2,0  | 1      |
|          | Le pouvoir appartient au peuple | 604    | 1,2  | 0      |
|          | Pienten kuntien puolesta        | 1 534  | 3,1  | 2      |
| Sources: |                                 |        |      |        |